# Feel the Misery
Feel the Misery (с англ. — «Почувствуй горе») — двенадцатый студийный альбом британской дум-метал-группы My Dying Bride, выпущенный 18 сентября 2015 года лейблом Peaceville Records. Альбом записывался при участии гитариста Кэлвина Робертшоу, участника My Dying Bride с 1990 по 1999 год, который заменил Хэмиша Гленкросса. Feel the Misery получил положительные оценки критиков. Свою высшую позицию он занял в финских музыкальных чартах (33-е место).

## Об альбоме

### Запись и релиз
24 октября 2014 года My Dying Bride сообщили о начале работы над новым альбомом в звукозаписывающей студии Academy Studios в Дьюсбери, Западный Йоркшир. Сведение и финальные изменения проводились на студии Futureworks в Манчестере. 25 июня 2015 года группа объявила дату выхода альбома, а также представила его обложку и окончательный список композиций. Feel the Misery вышел в следующих форматах:
- CD — CD-диск в диджипаке;
- Два виниловых 12-дюймовых диска;
- Специальное издание с двумя CD-дисками, двумя 10-дюймовыми пластинками и расширенным буклетом[1][3].

Альбом записывался при участии гитариста Кэлвина Робертшоу, участника My Dying Bride с 1990 по 1999 год, который пришёл на смену Хэмишу Гленкроссу, покинувшему коллектив по причине занятости в проекте Vallenfyre.

### Тематика и стиль
Feel the Misery характеризуется традиционным для группы депрессивным и меланхоличным звучанием. На альбоме прослеживаются мотивы ранних альбомов My Dying Bride: продолжительные ритм-партии в низком гитарном строе, чередование гроулинга и чистого вокала, сбалансированное сочетание мрачного готик-метала и тяжелого дэт-дум-метала. Также, музыканты использовали пианино и скрипку при записи большинства композиций. Симфонические оркестровки ярко выражены в «And My Father Left Forever», «Feel the Misery» и «I Almost Loved You».
Участники My Dying Bride описали альбом следующим образом:

Восемь новых композиций, описывающих жизненный путь, что ведёт сквозь тёмные двери и тяготы, которые мы все должны пережить просто даже для того, чтобы всё это закончилось.
Оригинальный текст (англ.)Eight new compositions detailing the path of life through dark doors and the burdens we all must endure simply to make it to the end...

Вокалист Аарон Стейнторп так прокомментировал тематику Feel the Misery:

Это картина павших тел и сломанных конечностей и чувства отчаяния от того, что их приходится тщательно собирать, ведь это не чужие вам люди, и аккуратно помещать их вместе обратно в землю, с которой они пришли.
Оригинальный текст (англ.)It is a picture of fallen bodies and broken limbs and the despair of having to collect them all up carefully, as they are your kinfolk, and place them gently together back into the earth from where they came.

## Рецензии
| Оценки критиков | Оценки критиков |
| Источник        | Оценка          |
| --------------- | --------------- |
| AllMusic        | [ 9 ]           |
| Metal Hammer    | 6/7             |
| Metal Injection | положительно    |
| Loudwire        | положительно    |
| musicOMH        | [ 12 ]          |
| Exclaim!        | 8/10            |

Feel the Misery получил положительные оценки критиков. Metal Hammer поставил альбому шесть баллов из семи. The Guardian назвала творение My Dying Bride «триумфальным заявлением о нынешней жизнеспособности этой бывалой группы». Грэг Прэтт (Greg Pratt) из Exclaim!, Сэм Шепард (Sam Shepherd) из musicOMH и Чад Боуэр (Chad Bowar) из Loudwire охарактеризовали альбом как соответствующий привычному стилю группы. Прэтт писал: «Все говорят, здесь нет больших сюрпризов, и это здорово: My Dying Bride знают, что делают, и это очень хорошо выполненный, шикарный и волнующий дум-альбом». Шепард подчеркнул, что альбом укрепил репутацию My Dying Bride. Боуэр сказал о Feel the Misery следующее: «Группа не выходит слишком далеко из своей зоны комфорта в альбоме, и это очень хорошо на ней сказывается».
Критики высоко оценили вступительную песню альбома «And My Father Lost Forever». Джеймс Залаки (James Zalucky) из Metal Injection назвал трек «удивительно энергичным и бодрым». Боуэр из Loudwire также описал песню как динамичную. Том Юрек (Thom Jurek) из AllMusic заявил, что данная композиция «является витриной <...> чистого вокала Аарона Стейнторпа». The Guardian охарактеризовала песню как «удивительно мрачную входную точку в яркий, но подавляющий шквал отчаяния альбома».

## Список композиций
| №                   | Название                     | Длительность |
| ------------------- | ---------------------------- | ------------ |
| 1.                  | «And My Father Left Forever» | 9:22         |
| 2.                  | «To Shiver in Empty Halls»   | 9:47         |
| 3.                  | «A Cold New Curse»           | 9:15         |
| 4.                  | «Feel the Misery»            | 6:20         |
| 5.                  | «A Thorn of Wisdom»          | 5:05         |
| 6.                  | «I Celebrate Your Skin»      | 6:53         |
| 7.                  | «I Almost Loved You»         | 5:26         |
| 8.                  | «Within a Sleeping Forest»   | 10:43        |
| Общая длительность: | Общая длительность:          | 62:51        |

| №                   | Название                                           | Длительность |
| ------------------- | -------------------------------------------------- | ------------ |
| 1.                  | «Feel the Misery (AC Mix)»                         | 5:17         |
| 2.                  | «A Cold New Curse (Iniquity of Rapture)»           | 8:43         |
| 3.                  | «To Shiver in Empty Halls (AC mix)»                | 9:05         |
| 4.                  | «Within a Sleeping Forest (The Plains of Orpheus)» | 6:30         |
| 5.                  | «And My Father Left Forever (AC mix)»              | 9:18         |
| Общая длительность: | Общая длительность:                                | 38:53        |

## Участники записи
- Аарон Стейнторп — вокал
- Эндрю Крэйган — гитара
- Кэлвин Робертшоу — гитара
- Елена Абё — бас-гитара
- Шон МакГоуэн — клавишные, скрипка
- Дэн Баллинс — ударные

## Места в чартах
| Страна     | Высшая позиция |
| ---------- | -------------- |
| Финляндия  | 33             |
| Нидерланды | 35             |
| Германия   | 57             |
| Бельгия    | 60             |
| Австрия    | 72             |
| Франция    | 120            |